# Björn Hering

Björn Hering (2015)

Björn Hering (* 15. Juli 1978 in Bern, manchmal auch Bjorn Hering oder Bjoern Hering) ist ein Schweizer Fernsehmoderator und Unternehmer.

## Leben
Hering wuchs in Schliern bei Bern auf. Nach der Ausbildung zum Primarlehrer studierte er Betriebswirtschaftslehre an der Universität Bern. Er produzierte und moderierte die Jugendsendung ZapZone. Im Jahr 2000 gründete er mit Mathias Ruch und zwei weiteren Mitgesellschaftern «FaroTV». Seine Anteile verkaufte er im Jahr 2006 an Condor Films. Zusammen mit Ruch war er für die Fernsehsendung Joya rennt verantwortlich, die mit der Rose d’Or für das beste interaktive Fernsehformat ausgezeichnet wurde. Im Jahr 2006 wurde er von der Schweizer Illustrierten zu den 100 wichtigsten Schweizern gewählt.
Hering ist zudem bei der Stiftung dekeyser and friends in Hamburg tätig. Er konzipierte die Fernsehsendung «Homerun», die er mit seiner Firma produziert und auch moderiert. Am 12. Oktober 2011 wurde die Sendung erstmals auf Sat1 Schweiz ausgestrahlt. Im Jahr 2012 erhielt er für die Sendung den Schweizer TV-Preis in der Kategorie «beste Innovation». Im Jahr 2013 war er Jurymitglied der EBU zur Vergabe der Rose d’Or. Seit 2012 gehört ihm, zusammen mit Max Loong, auch die TV-Produktionsfirma media dragon mit Sitz in Singapur. Mit «No Agenda» lancierte er ein Reise-Format, das am 29. Oktober 2017 auf NBC Universal Diva Premiere feierte und in ganz Asien rund 60 Millionen Zuschauer erreichte. Seit 2016 gehört er zum Produzenten Kreis Fideliofilms.
Kürzlich wurde der Spielfilm «111» (Produktion: C-FILMS AG) realisiert, an dem er als Associate Producer mitwirkte. «111» ist eine schweizerisch-kanadische Koproduktion unter der Regie von Mauro Mueller, die sich mit den Folgen des Swissair-Flug-111-Unglücks auseinandersetzt; die Dreharbeiten wurden 2024 in Halifax abgeschlossen, der Film befindet sich in der Postproduktion und die Weltpremiere ist für das erste Quartal 2026 geplant. Parallel dazu produziert er für SRF die Ensemble-Sitcom «Unsere kleine Botschaft», die erste Schweizer Sitcom seit zwanzig Jahren; die Dreharbeiten fanden von Januar bis Februar 2025 in Zürich statt, die Ausstrahlung ist für Herbst 2025 vorgesehen.
Er ist Vater von drei Kindern und lebt mit seiner Frau Linda in Asien und der Schweiz.